# Dwerganaconda
De dwerganaconda of gele anaconda (Eunectes notaeus) is een waterminnende wurgslang uit de familie reuzenslangen (Boidae).

## Naam en indeling
De wetenschappelijke naam van de soort werd voor het eerst voorgesteld door Edward Drinker Cope in 1862.

## Uiterlijke kenmerken
De lichaamskleur is geel tot geelgroen of -bruin, op de bovenzijde van het lichaam zijn donkere ovale vlekken aanwezig.
De dwerganaconda kan drie tot vier meter lang worden, de vrouwtjes worden groter dan de mannetjes. De maximale lengtes zijn 3,7 meter voor een mannetje en 4,6 meter voor een vrouwtje. Dit is een stuk kleiner dan de 'gewone' anaconda (Eunectus murinus) die acht meter lang kan worden.

## Verspreiding en habitat
De dwerganaconda leeft in het stroomgebied van de rivieren de Orinoco, de Amazone en de Río de la Plata in Argentinië, Bolivia, Brazilië, Paraguay en Uruguay. De habitat bestaat uit oevers van rivieren en andere wateren in het regenwoud en moerassen, zowel moerassen met een houtige begroeiing als meer kruidachtig.

## Levenswijze
De slang zwemt graag door het water maar komt ook op het land om te zonnen en op te warmen. Zoals alle anaconda's is ook deze soort eierlevendbarend; de jongen zitten in een vliesje en komen meteen uit nadat ze zijn geboren.
Het voedsel bestaat uit zoogdieren en vogels die aan de oever komen drinken, vissen, hagedissen, en voor een niet onbelangrijk deel uit kleine krokodilachtigen. De prooi wordt bliksemsnel gepakt met de scherpe tanden en meteen omstrengeld en gewurgd. Het is geen giftige slang maar met de scherpe tanden kunnen vervelende wonden worden toegebracht.